# Lepidiota clypealis
Lepidiota clypealis är en skalbaggsart som beskrevs av Moser 1913. Lepidiota clypealis ingår i släktet Lepidiota och familjen Melolonthidae. Inga underarter finns listade i Catalogue of Life.